# Castelo de Calmont
O Château de Calmont é um castelo em ruínas do século XIV na comuna de Calmont em Haute-Garonne, na França.
Propriedade do município, está classificado desde 1927 como monumento histórico pelo Ministério da Cultura da França.